# Carlos Cachaça
Pour les articles homonymes, voir Cachaça.
 (novembre 2024).
Si vous disposez d'ouvrages ou d'articles de référence ou si vous connaissez des sites web de qualité traitant du thème abordé ici, merci de compléter l'article en donnant les références utiles à sa vérifiabilité et en les liant à la section « Notes et références ».
 (novembre 2024).
La mise en forme du texte ne suit pas les recommandations de Wikipédia : il faut le « wikifier ».
Les points d'amélioration suivants sont les cas les plus fréquents. Le détail des points à revoir est peut-être précisé sur la page de discussion.
- Les titres sont pré-formatés par le logiciel. Ils ne sont ni en capitales, ni en gras.
- Le texte ne doit pas être écrit en capitales (les noms de famille non plus), ni en gras, ni en italique, ni en « petit »…
- Le gras n'est utilisé que pour surligner le titre de l'article dans l'introduction, une seule fois.
- L'italique est rarement utilisé : mots en langue étrangère, titres d'œuvres, noms de bateaux, etc.
- Les citations ne sont pas en italique mais en corps de texte normal. Elles sont entourées par des guillemets français : « et ».
- Les listes à puces sont à éviter, des paragraphes rédigés étant largement préférés. Les tableaux sont à réserver à la présentation de données structurées (résultats, etc.).
- Les appels de note de bas de page (petits chiffres en exposant, introduits par l'outil «  Source ») sont à placer entre la fin de phrase et le point final[comme ça].
- Les liens internes (vers d'autres articles de Wikipédia) sont à choisir avec parcimonie. Créez des liens vers des articles approfondissant le sujet. Les termes génériques sans rapport avec le sujet sont à éviter, ainsi que les répétitions de liens vers un même terme.
- Les liens externes sont à placer uniquement dans une section « Liens externes », à la fin de l'article. Ces liens sont à choisir avec parcimonie suivant les règles définies. Si un lien sert de source à l'article, son insertion dans le texte est à faire par les notes de bas de page.
- La présentation des références doit suivre les conventions bibliographiques. Il est recommandé d'utiliser les modèles {{Ouvrage}}, {{Chapitre}}, {{Article}}, {{Lien web}} et/ou {{Bibliographie}}. Le mode d'édition visuel peut mettre en forme automatiquement les références.
- Insérer une infobox (cadre d'informations à droite) n'est pas obligatoire pour parachever la mise en page.

Pour une aide détaillée, merci de consulter Aide:Wikification.
Si vous pensez que ces points ont été résolus, vous pouvez retirer ce bandeau et améliorer la mise en forme d'un autre article.
Carlos Moreira de Castro, dit Carlos Cachaça, (Rio de Janeiro, 3 août 1902 – 16 août 1999) était un compositeur brésilien et l'un des fondateurs da l'école de samba GRES Estação Primeira de Mangueira. Auteur de plus de 500 compositions, Carlos Cachaça fut le partenaire principal de Cartola, un autre maître de la samba et de la Mangueira.
En 1925, avec Cartola, Marcelino José Claudino, Francisco Ribeiro et Saturnino Gonçalves, il fonde le Bloco dos Arengueiros, qui donnera ensuite naissance à l'École de Samba Estação Primeira de Mangueira dont il fut également l'un des fondateurs. Cependant, bien qu'il ait participé à toutes les réunions préliminaires, il n'a pas pu assister à la réunion de fondation ni signer le procès-verbal car il était de service à la compagnie ferroviaire.
Sa dernière participation active à Mangueira remonte à 1948. En décembre 1980, il lance le livre Fala Mangueira par l'intermédiaire d'Ed José Olympio, co-écrit avec Marília T. Barbosa da Silva et Arthur L. Oliveira Filho. 
Carlos Cachaça fut le premier compositeur à insérer des éléments historiques dans les sambas. En 1929, l'École de samba de Mangueira défile avec la samba Chega dedemand, un partenariat avec Carlos Cachaça et Cartola.
En 1997, à l'âge de 95 ans, il a été honoré au tribunal de Mangueira comme étant le seul fondateur vivant de l'association.
Le seul album solo de Cachaça date de 1976 et comprend des joyaux tels que Quem Me Vê Sorrindo (avec Cartola) et Juramento Falso. Carlos Cachaça était peu interprété par les chanteurs de l'époque de la radio. Não Quero Mais Amar a Ninguém (avec Cartola et Zé da Zilda) fait exception. Il a été enregistré par Aracy de Almeida en 1937, réenregistré par Paulinho da Viola en 1973 sur le LP Nervos de Aço (Odeon) et Beth Carvalho en 1992 sur le LP « Pérolas - 25 anos de samba ». Une époque où plusieurs de ses sambas commencent à être « redécouvertes »[réf. nécessaire].

## Discographie
- 1968 : Fala Mangueira (CD/Vinyle)
- 1976 : Série Ídolos MPB no 21 (CD/Vinyle)
- 1976 : Carlos Cachaça (Continental)
- 1976 : Clementina de Jesus
- ? : No Tom da Mangueira Tom Jobim
- 1999 : Mangueira - Sambas de Terreiro